# قلعة جيق (غرغان بوي)
قلعة جیق (بالفارسية: قلعه‌جیق) هي قرية تقع في إيران في قسم غرغان بوي الريفي. يقدر عدد سكانها بـ 1,249 نسمة .